# Coats Island
Coats Island (Inuktitut: Akpatordjuark) ist eine unbewohnte Insel im Kanadisch-arktischen Archipel. Die Insel liegt im äußersten Norden der Hudson Bay, zwischen Southampton und Mansel Island. 
Die 130 km lange und 5.498 km² große Insel gehört politisch zum kanadischen Territorium Nunavut und nimmt unter den größten Inseln Kanadas den 24. Platz ein.
Benannt ist die Insel nach einem für die Hudson’s Bay Company arbeitenden Kapitän, William Coats, der die Insel zwischen 1727 und 1751 regelmäßig aufsuchte.
Coats Island gilt als eines der letzten Siedlungsgebiete der um 1902 ausgestorbenen Sallirmiut, der möglicherweise letzten Mitglieder der Dorset-Kultur.
Die relativ flache Insel – die höchste Erhebung nahe Cape Pembroke, der Nordostspitze der Insel, gelegen, erreicht lediglich 215 m – ist seit 1920 ein bedeutendes Schutzgebiet für Karibus (Rangifer tarandus). Von hier aus wurden Karibus auf die Southampton-Insel übergesiedelt, wo die Populationen zuvor ausgerottet worden waren. Ein 2118,6 km² großes Gebiet im Nordosten der Insel wird von BirdLife International als Important Bird Area (NU005) ausgewiesen. Auf dem Kliff etwa 5 km westlich von Cape Pembroke gibt es zwei Brutkolonien der Dickschnabellumme mit im Jahr 1990 geschätzten 30.000 Paaren. In unmittelbarer Nähe nisten auch Gryllteisten, Wanderfalken und Eismöwen. Im Tiefland brüten Prachteiderenten, Schwalbenmöwen, Kanadagänse, Meerstrandläufer und Graubrust-Strandläufer.